# Все ще йдемо
«Все ще йдемо» (яп. 歩いても 歩いても, Аруітемо аруітемо, англ. Still Walking, також «Разом ідемо» та «Пішки пішки») — японська драма 2008 року режисера та сценариста Хірокадзу Корееди, що розповідає про 24 години з життя родини Йокояма, яка щороку збирається у день смерті старшого сина.

## У ролях
- Хіросі Абе — Рьота Йокояма
- Юі Нацукава — Юкарі Йокояма, дружина Рьоти
- Ю — Тінами Катаока, сестра Рьоти
- Кадзуя Такахасі — Нобуо Катаока, чоловік Тінамі
- Сьохей Танака — Ацусі Йокояма, син Юкарі
- Кірін Кікі — Тосіко Йокояма, матір Рьоти
- Йосіо Харада — Кьохей Йокояма, батько Рьоти
- Сусуму Тэрадзіма — працівник доставки суші

## Критика
Картина отримала виключно позитивні відгуки кіноспільноти. На Rotten Tomatoes фільм має рейтинг 100%, оснований на 64 відгуках. У консенсусі сайту йдеться: «Фільм Хірокадзу Корееди спочатку може здатися невибагливим, але ця сімейна драма накладає делікатне, захопливе заклинання». На сайті Metacritic середня оцінка стрічки, на основі 21 рецензії, становить 89 зі 100
Роджер Еберт у своїй рецензії назвав Корееду послідовником іншого видатного японського режисера Ясудзіро Одзу й поставив фільму 4/4: «Болісні сімейні проблеми часто залишаються під поверхнею, вони відомі всім, але про них не говорять. «Все ще йдемо» — неймовірний новий фільм із Японії, дуже мудрий і дуже правдивий щодо цього». Кеннет Туран із «Лос-Анджелес Таймс» називає фільм правдивим і справжнім, оскільки він «м'яко розкриває тихі моменти, які визначають наші життя». Оглядачі тижневика «Тайм-Аут», Джошуа Роткоф і Девід Дженкінс, оцінили фільм на 5/5. Найнижче (В-) оцінив стрічку Овен Ґлайберман із «Ентертейнмент Віклі», якого розчарував «майже фетишистський емоційний мінімалізм».

## Нагороди
| Премія                                | Категорія                          | Номінант          | Результат | Пр.          |
| ------------------------------------- | ---------------------------------- | ----------------- | --------- | ------------ |
| Азійська кінопремія                   | Найкращий режисер                  | Хірокадзу Корееда | Перемога  | [ 8 ]        |
| Азійська кінопремія                   | Найкраща жіноча роль другого плану | Кірін Кікі        | Номінація | [ 8 ]        |
| Премія Японської академії             | Найкраща жіноча роль другого плану | Кірін Кікі        | Номінація | [ 9 ] [ 10 ] |
| Блакитна стрічка                      | Найкращий режисер                  | Хірокадзу Корееда | Перемога  | [ 11 ]       |
| Блакитна стрічка                      | Найкраща жіноча роль другого плану | Кірін Кікі        | Перемога  | [ 11 ]       |
| Майніті                               | Найкраща чоловіча роль             | Хіросі Абе        | Перемога  | [ 12 ]       |
| Варшавський міжнародний кінофестиваль | Гран-прі                           | «Все ще йдемо»    | Номінація | [ 13 ]       |